# Barany (województwo kujawsko-pomorskie)
Barany – wieś w Polsce położona w województwie kujawsko-pomorskim, w powiecie lipnowskim, w gminie Lipno.
W latach 1954–1959 wieś należała i była siedzibą władz gromady Barany, po jej zniesieniu w gromadzie Radomice. W latach 1975–1998 miejscowość administracyjnie należała do województwa włocławskiego.
Według Narodowego Spisu Powszechnego (III 2011 r.) wieś liczyła 178 mieszkańców. Jest 29. co do wielkości miejscowością gminy Lipno.